# Micropterus dolomieu
Cá vược miệng nhỏ, tên khoa học Micropterus dolomieu, là một loài cá vược đen nước ngọt. Đây là loài bản địa từ lưu vực trung và thượng lưu sông Mississippi, các hệ thống sông Saint Lawrence-Ngũ Đại Hồ, và thượng lưu lưu vực vịnh Hudson.
Loài cá này thường có màu nâu (ít khi màu vàng) với đôi mắt đỏ, và dải dọc màu nâu sẫm, chứ không phải là một dải ngang dọc một bên. Có 13-15 vây tia lưng mềm.